# Bleptina tenebrosa
Bleptina tenebrosa är en fjärilsart som beskrevs av Paul Mabille 1900. Bleptina tenebrosa ingår i släktet Bleptina och familjen nattflyn. Inga underarter finns listade i Catalogue of Life.